# Wonchi (woreda)
Pour les articles homonymes, voir Wonchi.
Wonchi (en oromo : Wancii) est un woreda du centre de l'Éthiopie situé dans la zone Sud-Ouest Shewa de la région Oromia. Ce district a 93 624 habitants en 2007, son centre administratif est Chitu.
Chitu se trouve 10 km au nord-ouest de Waliso vers 2 100 m d'altitude,,.
Wonchi est entouré dans la zone Sud-Ouest Shewa par Dawo, Waliso, Goro et Amaya.
Il s'étend au nord jusqu'à la caldeira du Wonchi à la limite de la zone Ouest Shewa.
| Toke Kutaye | Ambo Zuria | Dendi       |
| Amaya       | Wonchi     | Dawo Waliso |
|             | Goro       |             |

Le recensement national de 2007 fait état pour ce woreda d'une population de 93 624 habitants dont 2 % de citadins qui sont les 1 905 habitants de Chitu.
La majorité des habitants (70 %) sont orthodoxes, 28 % sont protestants et 1 % sont musulmans.
En 2022, sa population est estimée à 132 178 personnes avec une densité de population de 287 personnes par km2 et 461 km2 de superficie.